# Matematikusokról szóló játékfilmek listája
Az alábbi olyan filmek listája, amelyek története, témája matematikusokról, a matematikával foglalkozó tudósokról szól vagy a matematikusokra való hivatkozást tartalmaz.

## A matematikai vonatkozású filmek
Olyan filmek, amelyekben a matematika körül forog a központi cselekmény:
- 21 – Las Vegas ostroma (21, 2008) – A híres Massachusettsi Műszaki Egyetem, a MIT akkori és korábbi hallgatói tanáruk blackjackhez kidolgozott kártyaszámláló módszerével fosztogatják a las vegas-i kaszinókat.
- The Bank (’A bank’, 2001) – Egy matematikus felfedezi a tőzsde árfolyam-ingadozásainak előrejelzésére alkalmas formulát.
- Bizonyítás (Proof, 2005) – Egy közelmúltban elhunyt, ragyogó matematikus (Anthony Hopkins) régi diákja (Jake Gyllenhaal) a hagyatékának egyik jegyzetfüzetében megtalálja egy fontos tétel bizonyítását. Azonban a matematikus lánya (Gwyneth Paltrow) azt állítja, hogy az az ő munkája. A problémát bonyolítja, hogy a nő talán nem csak apja zsenialitását hanem mentális betegségét is örökölte.
- Fermat's Room (’Fermat-szoba’, 2007) – Három matematikust és egy feltalálót csapdába csalnak egy egyre szűkülő szobában, hogy matematikai feladványok  megoldására kényszerítsék őket. Híres régi matematikusok neveit használják álnevekként. A hidraulikus prés által minden időtúllépésnél egyre szűkülő szobában meg kell oldaniuk azt a rejtvényt is, ki és miért teszi mindezt velük.
- Good Will Hunting (1997) – A fiatal matematikus őstehetség, Will Hunting (Matt Damon) a társadalom peremén alkalmi munkákból, takarításból él. Képességeire felfigyel az egyetem Fields Medal díjas matematika professzora (Stellan Skarsgård), aki pszichológus barátja (Robin Williams) segítségét kéri, hogy segítsen a fiút rávenni, ne pazarolja el a tehetségét.
- A kocka (Cube, 1997) – Hat ember, köztük Leaven, egy matematika szakos diáklány egy matematikai alapokon felépített gigantikus, kisebb kocka alakú szobákból álló, három dimenziós labirintuskockában ébred.
- Kocka 2. – Hiperkocka (Cube²: Hypercube, amerikai sci-fi, 2002, rendezteː Andrzej Sekula) A remake-szerű második részben nyolcan bolyonganak egy hiperkockában köztük egy idős, szenilisnek tűnő hölgy (Mrs. Paley – Barbara Gordon), akiről kiderül, hogy aktív korában egy hadászati vállalatnál dolgozott elméleti matematikusként.
- Kódjátszma (The Imitation Game, 2014) – Hugh Whitemore Breaking the Code (’Kódtörés’) című művének adaptációja  Alan Turing matematikus tevékenységéről a német Enigma nevű titkosító készülék kódjainak feltörésére a második világháború idején.
- Komputerkémek (Sneakers, 1992) – A titkosszolgálat egy látszólag szedett-vedett hekkercsapatot bíz meg egy matematikus zseni, Dr. Gunter Janek (Donal Logue) által kifejlesztett titkosító készülék megszerzésével.
- Láthatatlan jel (An Invisible Sign, 2011) – Mona Gray (Jessica Alba) a matematikán kívül az életében minden számára fontosat felad, hogy segítsen helyreállítani apja, egy matematikus egészségét. Évekkel később általános iskolai tanár lesz, és mindent megtesz annak érdekében, hogy megszerettesse tanítványaival a matematikát, és segítse a gyerekeket személyes gondjaiknak a megoldásában is.
- Mátrix – Újratöltve (The Matrix Reloaded, 2003) – Az Építész (Helmut Bakaitis) felfedi Neo-nak (Keanu Reeves), hogy élete a Mátrix program egyik közelítő egyenletének alkalmazásakor keletkező maradékok összege.
- Meteo - Egy meteorológiai előrejelzéssel foglalkozó magyar informatikus barátai unszolására megpróbálkozik a lóverseny eredmények előrejelzésével.
- Moebius (1996) – Topológiával foglalkozó matematikusok, köztük egy fiatal lány dolgoznak a metrórendszer fejlesztésén és a valóság egyéb aspektusainak kutatásán Argentínában ebben a matematikával, sci-fi elemekkel és szürreális érzéssel áthatott filmben.
- 90 to Win (’Kilencven nap a győzelemig’, indiai rövidfilm, 2017, rendezte: AB Chakravorty) Egy indiai fiatalember feladja biztos munkáját hogy jobb módszert találjon a krikettben alkalmazott Duckworth Lewis módszernél. (Sourav Agarwalla-AB Chakravorty algoritmus)
- Oxfordi gyilkosok (The Oxford Murders, 2008) – Egy diák (Elijah Wood) az Oxfordban történt rejtélyes gyilkosságokkal kapcsolatban nyomoz, és felfedezi, hogy a gyilkos matematikai mintákat követ.
- Pénzcsináló (Moneyball, 2011) – Az Oakland Athletics baseballcsapatának vezetője, Billy Beane (Brad Pitt) és asszisztense, Peter Brand (Jonah Hill), egy fiatal közgazdász statisztikákon alapuló módszert dolgoz ki a játékosok kiválasztásához, aminek eredményeként hatalmas sikereket ér el a csapattal.
- Pi (Pi, 1998) – Egy matematikus a természet sőt az egész társadalom működését is meghatározó számokat, mintázatokat kutatja.
- Raising Genius  (’A zseni felemelése’, 2004) – Történet egy fiúról (Justin Long), aki bezárkózik a fürdőszobába, hogy matematikai egyenleteket dolgozzon ki a zuhanyzó falára firkálva a számításokat.
- A tehetség (Gifted, 2017) – Frank Adler (Chris Evans) egyedülálló férfi egy floridai tengerparti városban él. Biztatja, lelkesíti csodagyerek kis unokahúgát, Maryt (Mckenna Grace). Frank szeretné, ha Mary egyébként az átlagos kisiskolások életet élné, és emellett fejlesztené képességeit. Eközben Frank rémes anyja, Evelyn (Lindsay Duncan) mindent megtesz, hogy szétválassza őket.
- Travelling Salesman (’Az utazó ügynök’, 2012) – Az amerikai kormány négy matematikust kér fel, hogy megoldják a számítástudomány egyik régi, az Utazó ügynök probléma néven emlegetett feladványát, amitől több számítógépes probléma, többek között az általánosan használt titkosítások feltörését remélik.
- UFO (UFO, 12 év, amerikai sci-fi, 88 perc, 2018, rendezte: Ryan Eslinger) Derek Echevaro (Alex Sharp) a Cincinnati Egyetem matematika szakos hallgatója professzorával (Gillian Anderson) a finomszerkezeti állandó felhasználásával próbál megfejteni egy repülő csészealjból származó földönkívüli üzenetet.
- X+Y - Egy ragyogó fiatal elme (X+Y, 2014) A tizenéves matematikai csodagyereknek nehéz kapcsolatot teremteni az emberekkel, de megnyugvást talál a számokban.
- Sherlock és Watson (Elementary, 12 év, amerikai krimisorozat, II/2. rész Gyilkos számok (Solve for X), 43 perc, 2014, rendezteː Jerry Levine) Felix Soth, Cirill Neuer és Tanya Barrett (Lynn Collins) matematikus fő kutatási területe a P - NP probléma (Az utazó ügynök probléma) megoldása.

## Matematikusok életrajzi filmjei
Valódi, élő vagy valaha élt matematikusok életét feldolgozó filmek:
- Agora (Agora, 2009) – Hüpatia, Alexandriában élő ógörög matematikus élete.
- Berget på månens baksida (’Hegy a Hold túlsó oldalán’, A Hill on the Dark Side of the Moon, 1983) – Szofja Kovalevszkaja neves matematika professzor életét feldolgozó filmdráma.
- Cartesius (’A karteziánus’, címváltozat: Descartes, olasz tévéfilm, 1973, Roberto Rossellini) Életrajzi film René Descartes életéről.
- Egy csodálatos elme (A Beautiful Mind, 2001) – John Nash (Russell Crowe) Nobel-díjas matematikus életének regényes feldolgozása. Nash áttörést hozott a játékelmélet területén, s eközben sikerül úrrá lennie a fiatal kora óta egyre inkább elhatalmasodó betegségén is.
- Az idő rövid története (A Brief History of Time, 1991) – Egy életrajzi dokumentumfilm Stephen Hawking világhírű fizikusről. Rendezte: Errol Morris.
- Az ember, aki ismerte a végtelent (The Man Who Knew Infinity, 2015) – Az igaz történet az indiai matematikai zseni, Srínivásza Rámánudzsan (Srinivasa Ramanujan) életéről szól. A filmet Matthew Brown rendezte.
- Enigma (Enigma, 2001) – A második világháború idején az angliai Bletchley Parkban játszódó romantikus történet a német Enigma titkosító készülék kódolásának feltörésére tett erőfeszítésekről.
- A két Bolyai (1978) – Két világhírű magyar matematikus, apa és fia, Bolyai Farkas és Bolyai János konfliktusokkal teli életét feldolgozó magyar tévéfilm Németh László azonos című drámájából.
- Kódjátszma (The Imitation Game, 2014) – A brit matematikus, a digitális számítástechnika és mesterséges intelligencia  úttörőjének, Alan Turing (Benedict Cumberbatch) életének egy rövid időszaka, amely során a náci Németországban általánosan használt Enigma titkosító készülék kódját törték fel, amellyel felbecsülhetetlen segítséget nyújtott a szövetségesek második világháborús győzelméhez.
- A mindenség elmélete (The Theory of Everything, 2014) – Film az elméleti fizikus és matematikus Stephen Hawking megpróbáltatásokkal teli életéről.
- N Is a Number: A Portrait of Paul Erdös (’N egy szám: Erdős Pál portréja’) George Paul Csicsery 1993-as dokumentumfilmje Erdős Pál magyar matematikus életéről.
- Ramanujan (’Rámánudzsan’, 2014) – Gnana Rajasekaran életrajzi filmje Srínivásza Rámánudzsan (Srinivasa Ramanujan) életéről.
- A számolás joga (Hidden Figures, amerikai filmdráma, 2016, rendezte: Theodore Melfi) – Egy film a Mercury-program és a NASA korai éveiről, Katherine Johnson (Taraji P. Henson), az ismert matematikus és afroamerikai nőkből álló, pályaszámításokat végző csapatának munkájáról.
- Szofja Kovalevszkaja (Sofia Kovalevskaya, 1985) – Négy részes filmsorozat Szofja Kovalevszkaja matematikus életéről.
- Végtelen (Infinity, 1996) – Richard Feynman (Matthew Broderick) Nobel-díjas fizikusról szóló történet.
- A világ fölmérése (Die Vermessung der Welt, 12 év, német-osztrák filmdráma, 2012, rendezte: Detlev Buck) Nehéz két eltérőbb személyiséget és életutat találni a két világhírű XIX. századi német tudós Carl Friedrich Gauss (Florian David Fitz) matematikus és Alexander von Humboldt (Albrecht Schuch) világutazó földrajztudós polihisztorénál.

## Filmek, amelyekben a főszereplők között matematikusok vannak
Filmek, amelyekben  matematikusok a főszereplők, de a történetnek nincs egyéb matematikai vonatkozása:
- C'est la tangente que je préfère (’Ez az a tangens, amit szeretek’, Love, Math and Sex, 1998) Történet egy tehetséges fiatal lány és matematika tanára szerelméről.
- Egymilliárd évvel a világvége előtt (magyar krimi-vígjáték, 1982, rendezte: Félix László, Arkagyij és Borisz Sztrugackij azonos című regényéből) Vecserovszkijt a neves matematikust (Bálint András) és különféle természettudományokban kutató tudóstársait láthatatlan kezek akadályozzák munkájukban, felfedezéseikben. Miután felismerik a jelenséget, közösen próbálnak a nyomára jutni a rejtélynek.

Szovjet változata: Дни затмения (’Egymilliárd évvel a világvége előtt’, 1988, rendezte: Alekszandr Szokurov ) Vecserovszkij (Eskender Umarov) itt geológus.
- Hippolyt (magyar vígjáték, 1999, rendezte: Kabay Barna és Petényi Katalin) Benedek Bálint (István) (Árpa Attila) egy elejtett megjegyzés szerint valójában egy elméleti matematikus.
- I. Q. – A szerelem relatív (IQ, 1994) – Albert Einstein (Walter Matthau) segít egy szimpatikus fiatalembernek (Tim Robbins) úgy tenni, mintha tehetséges fizikus lenne, hogy elnyerhesse unokahúga, a matematikus Catherine Boyd (Meg Ryan) szerelmét, mivel a lány vőlegényét nem találja méltónak hozzá. A filmben szerepel Einstein egyik barátja, Kurt Gödel (Lou Jacobi) matematikus is.
- A könyvelő (The Accountant, 16 év, amerika dráma, 2016, rendezte: Gavin O'Connor) Chris Wolff (Ben Affleck) egy keresett profi könyvelő, könyvszakértő. Azonban az, hogy nagy matematikusok nevét veszi fel és használja a sajátjaként sejteti hogy nem teljesen az mint akinek látszik.
- Mutasd meg, ki vagy (Stand and Deliver, 1988) – Megtörtént esetet feldolgozó film Jaime Escalante matematika tanárról, és spanyolamerikai származású diákjairól, akik meghökkentő eredményeket értek el a matematikai ismeretek elsajátításában.
- A nyár meséje (Conte d'été, A Summer's Tale, 1996) – Egy fiatal matematikus Bretagneban nyaral.
- Rajtam a sor (It's My Turn, 1980) – Egy matematika professzor (Jill Clayburgh) beleszeret apja menyasszonyának fiába (Michael Douglas).
- Szalmakutyák (Straw Dogs, 1971) – David Sumner (Dustin Hoffman) amerikai elméleti matematikus Angliába költözik. Fiatal feleségével támadás áldozatául esnek.
- Tall Story (’Túlzás’, 1960) – A főiskolai fizika és a matematika tehetség mindemellett a kosárlabda csapat sztárja is. Nem utolsó sorban azért, mert egyenleteket dolgoz ki a kosarak dobásához.
- Tükröm, tükröm... (The Mirror Has Two Faces, 1996) – A matematika professzora (Jeff Bridges) és egy irodalomprofesszor (Barbra Streisand) házassága, amelytől mindketten mást várnának.
- A Zebegényiek (1979, rendezteː Zsurzs Éva) Zebegényi János (Kozák András) magyar matematikus, egyetemi tanár népes családja anyagi gondjait, lakásproblémáját rendhagyó módon igyekszik megoldani.
- Sherlock Holmes 2. – Árnyjáték (Sherlock Holmes: A Game of Shadows, brit–amerikai–ausztrál film, 2011, rendezte: Guy Ritchie) Sherlock Holmes oxfordi egyetemi szobájában keresi fel legveszélyesebb, legintelligensebb ellenfelét, James Moriarty matematika professzort. A találkozás felér egy hadüzenettel.[2]

## Filmek, amelyekben a mellékszereplők között matematikusok vannak
Filmek, amelyekben matematikusok mellékszerepekben tűnnek fel:
- 21 gramm (21 gramm, 2003) - Egy baleset sokak életet megváltoztatja, többek között egy szívátültetésre váró, egyébként gyógyíthatatlan szívbeteg matematika professzorét (Sean Penn) is.
- Antonia (története) (Antonia's Line, 1995, holland film) – Nők öt generációjának, benne a csodagyerek Thérèse története, akit matematikusnak nevelnek.
- Illumináció (Iluminacja, 1973) – Fiatal lengyel fizikusokról szóló film, amelyben a történet főszereplője a kórházban rendszeres beszélgetéseik során összebarátkozik egy ott kezelt matematikussal.
- Jurassic Park (Jurassic Park, 1993) – Egy káoszelmélettel foglalkozó matematikust, Dr. Ian Malcolmot (Jeff Goldblum) meghívnak a klónozott dinoszauruszokat bemutató szórakoztatóparkba a biztonsági kockázatok felmérésére.
- Az elveszett világ: Jurassic Park (The Lost World: Jurassic Park, 1997) – Ian Malcolm (Jeff Goldblum) matematikus a Jurassic Park szigetére utazik az ott élő dinoszauruszok felméréséhez.
- Mars - Utunk a vörös bolygóra (Mars, 2016–) Ava Macon (Sarbó Kata)
- Travelling Salesman (’Utazó ügynök’, amerikai filmdráma, 2012, rendezteː Timothy Lanzone) – egy intellektuális thriller amelybe négy matematikus megoldja a P - NP problémát.

## Fordítás
- Ez a szócikk részben vagy egészben  a   List of films about mathematicians című angol Wikipédia-szócikk ezen változatának fordításán alapul.  Az eredeti cikk szerkesztőit annak laptörténete sorolja fel. Ez a jelzés csupán a megfogalmazás eredetét és a szerzői jogokat jelzi, nem szolgál a cikkben szereplő információk forrásmegjelöléseként.